# گورستان سلطنتی اخناتون
گورستان سلطنتی اخناتون (عربی: المقبرة الملكية لإخناتون) گورستانی است که در العمارنه پیدا شده‌است و در آن مومیایی با پوشش زیور آلات طلا یافت شده‌است. پس از تحقیق و آزمایش، مشخص شد که صاحب مومیایی، مومیایی فرعون اخناتون (۱۳۵۰ پیش از میلاد) است.

## طراحی

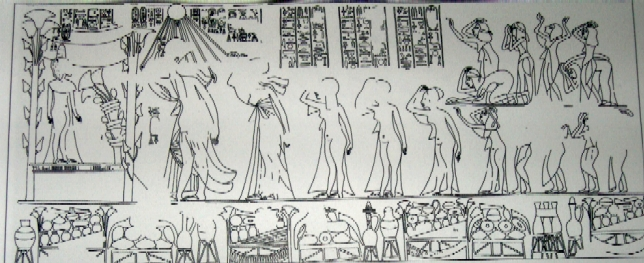
صحنه از آرامگاه

ورودی گورستان شامل بیست پله است که منجر به ورود به یک دالان طولانی می‌شود. در وسط این دالان یک راهرو وجود دارد که به چند اتاق مجاورهم کوچک منتهی می‌شود که به شکل ناقص در یک کوه حفر شده‌اند، و احتمالاً متعلق به نفرتیتی بوده‌است. راهرو با کمی شیب به پایین ادامه می‌یابد و در سمت راست آن یک اتاق دومی وجود دارد که از آن دو اتاق دیگر منشعب می‌شود.
سپس این راهرو با چند پله به اتاق جلویی و از آن به اتاق دفن با دو ستون می‌رسد، آنجا که سنگهای گرانیتی اخناتون در حفره‌ای نه چندان گود در اتاق یافت شده‌است. دیوارهای اتاق با صحنه‌هایی تزیین شده‌است که نفرتیتی را در شمایلی الهی برای حفاظت نشان می‌دهد و همچنین تصویری از خورشید را دارد که نمایانگر خدای آتون است.

## معماری
این گورستان شامل سه اتاق است (که توسط باستان شناسان یونانی آلفا، بتا و گاما نامیده می‌شود). اعتقاد بر این بود که اتاق دوم متعلق به مومیایی مکیت آتن، دومین دختر اخناتون بود. دو بلوک، آلفا و گاما، با صحنه تقریباً یکسان بر روی دیوار تزئین شده بودند.
بسیاری از نقاشیهای گورستان اخناتون بواسطه طغیانهای نیل خراب شده‌است.

## گورستان

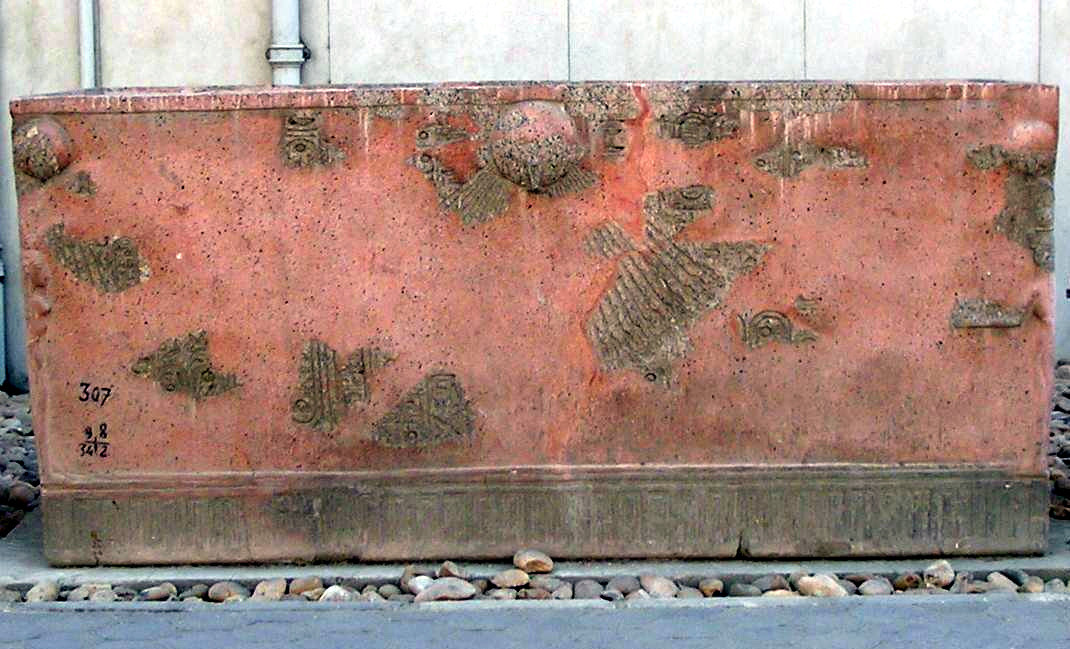
سارکوفاف بازسازی شده

احتمال دارد که مومیایی اخناتون از آن گورستان گرفته شده باشد تا بعد از اینکه پایتختی به طیبه برگشت دوباره دفن شود و در یک قبرستان وادی الملوک (طیبه غربی) دفن شده باشد.

### حفاری‌ها
محقق ایتالیایی «آلساندرو بارزانتی» در سالهای ۱۸۹۳/۱۸۹۴ به حفاری آرامگاه اخناتون پرداخت.

### استفاده بعدی از گورستان
در سال ۱۹۲۳ هری برتون از گورستان به عنوان یک آزمایشگاه عکاسی برای مستندسازی کمپین هاوارد کارتر برای کشف آرامگاه توت عنخ آمون استفاده کرد.